# Vila Mánes II
Vila Mánes II, původně depandance Léčebného fondu veřejných zaměstnanců, po druhé světové válce depandance Léčebného ústavu Zdeňka Nejedlého, se nachází v Křížíkově ulici 1378/15 ve vilové čtvrti Westend v Karlových Varech. V roce 1937 ji postavil Léčebný fond veřejných zaměstnanců prostřednictvím stavební firmy Kubiček & Baier podle projektu architekta K. Roštíka. Vila je dnes součástí lázeňské léčebny Mánes.

## Historie
V roce 1932 koupila instituce Léčebný fond veřejných zaměstnanců budovu s dnešním názvem Mánes I a provozovala zde lázeňskou léčebnu. Příliv pojištěnců však přesahoval kapacitní možnosti budovy, a vlastník proto požádal stavební úřad o povolení k dostavbě sanatoria. Městská rada žádost zamítla. Vlastník problém vyřešil zakoupením sousedního volného pozemku. Projekt nové budovy vypracoval pražský architekt K. Roštík, statické řešení navrhl karlovarský inženýr Arnošt Löwy. Stavbu depandance Léčebného fondu veřejných zaměstnanců zrealizovala v letech 1936–1937 karlovarská stavební firma Kubiček & Baier.
Po roce 1948 byla vila zestátněna. Nejprve patřila Ústřednímu svazu nemocenských pojišťoven a poté odborům. V roce 1957 byl založen podnik Československé státní lázně a budova, jako většina lázeňských zařízení v Karlových Varech, připadla tomuto podniku. Dostala jméno depandance Léčebného ústavu Zdeňka Nejedlého.
Od roku 1991 zde byla umístěna dětská a dorostová léčebna, jediná svého druhu v České republice. Zahrnovala i sousední vily, dnešní Eden I, Eden II, Mánes I, vilu Čapek a vilu Mimosa. V roce 1999 byly služby sanatoria Mánes rozšířeny o léčbu dospělých a cizinců.
Vila se nyní jmenuje Mánes II. V současnosti (březen 2021) je budova čp. 1378 evidována jako objekt k bydlení ve vlastnictví České republiky, příslušnost hospodařit s majetkem státu má od 1. ledna 2021 příspěvková organizace Léčebné lázně Lázně Kynžvart.

## Popis

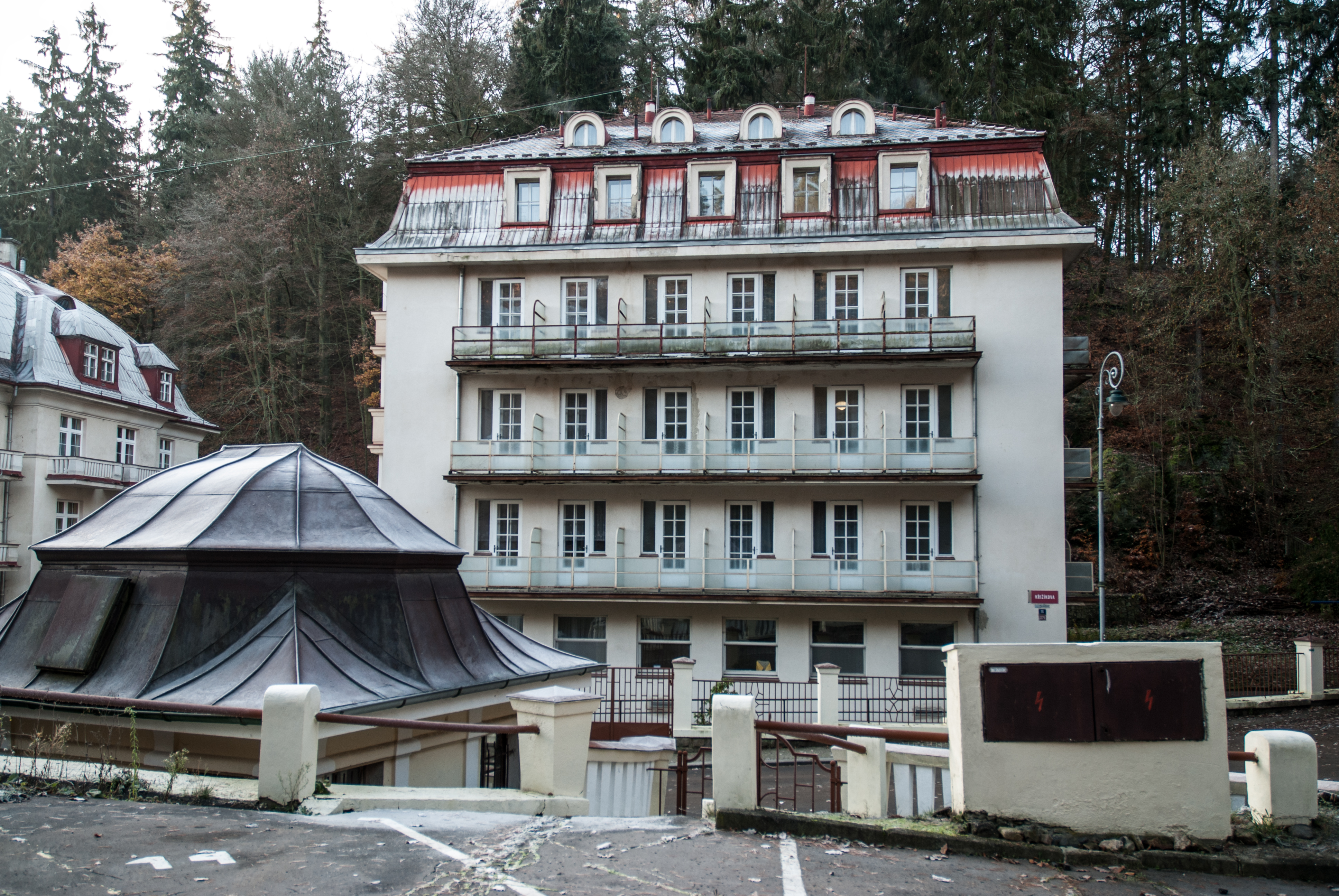
Mánes II, vlevo pavilon s projmutou mansardovou střechou, listopad 2020

Vila se nachází ve čtvrti Westend v Křižíkově ulici 1378/15 na samém okraji karlovarských lázeňských lesů. Jedná se o třípatrovou budovu postavenou jako betonová skeletová konstrukce s cihelnou výplní a příčkami z korkových desek. V uličním průčelí vystupují ve třech patrech průběžné balkony s prosklenými zástěnami. Klasická konstruktivistická stavba musela být dle požadavku karlovarského stavebního úřadu zastřešena mansardovou střechou. Přízemí a suterén slouží lázeňským procedurám, v patrech jsou umístěny pokoje lázeňských hostů. Budova je propojena koridorem s vilou Mánes I.